# Dislipidemija
Dislipidemija je naziv za poremećenu koncentraciju lipoproteina u krvi. Lipidi (kolesterol, trigliceridi) u krvi čine kompleks s proteinima, kako bi bili topljivi i mogli se prenositi krvnim žilama. Tako nastaju lipoproteini, kompleks lipida i apoproteina. Najčešća vrsta poremećaju su hiperlipoproteinemije (hiperlipidemije), stanja povećane koncentracije lipoproteina u krvi, a rjeđe nalazimo hipolipoproteinemije (hipolipidemije), stanja snižene koncentracije lipida u krvi. 

## Hiperlipoproteinemije
Hiperlipidemije (hiperlipoproteinemije), stanja povećane koncentracije lipoproteina u krvi dijelimo na primarne (nasljedne, obiteljske) ili sekundarne (stečene). Hiperlipidemija može biti i idiopatska, nepoznatog uzroka. 
Primarne (obiteljske) hiperlipidemije se dijele po tzv. Fredricksonovoj klasifikaciji, ovisno o uzorku lipoproteina na elektroforezi ili ultrafiltraciji, na tipove (najčešći tipovi su tip IV, IIa i IIb):
- tip I (podtipovi: a, b, c) - povišena količina hilomikrona
  - podtip a - Buerger-Gruetz sindrom ili obiteljski nedostatak lipoproteinske lipaze
  - podtip b - obiteljska deficijencija apoproteina CII
  - podtip c - inhibitor enzima lipoprotein lipaze u krvi
- tip II (podtipovi: a, b) - povišena količina LDL u podtipu a, a LDL i VLDL u pod tipu b
  - podtip a - obiteljska hiperkolesterolemija
  - podtip b - obiteljska kombinirana hiperlipidemija
- tip III - obiteljska disbetalipoproteinemija - povišena količina IDL
- tip IV - obiteljska hipertrigliceridemija - povišena količina VLDL
- tip V - povišena količina VLDL i hilomikrona

Sekundarne (stečene) hiperlipidemije uzrokovane su drugim bolesti. Najčešći uzroci su diabetes mellitus, lijekovi, dok rjeđi ostale bolesti, kao što su npr.: hipotireoidizam, bubrežno zatajenje.
Jednostavnija i praktičnija je podjela na hiperkolesterolemije, hipertrigliceridemije i miješane hiperlipidemije.

## Hipolipoproteinemije
Hipolipidemije su rijetki poremećaji, kod kojih zbog genetičkih poremećaja ili stečenih bolesti mjerimo smanjenu koncentraciju lipoproteina, te su najčešće bez težih posljedica. Hipolipoproteinemija može biti:
- hipoalfalipoproteinemija
- hipobetalipoproteinemija

|  | Molimo pročitajte upozorenje o korištenju medicinskih informacija. Ne provodite liječenje bez savjetovanja s liječnikom! |